# Anadara brasiliana
Anadara brasiliana – gatunek morskiego, osiadłego małża z rodziny arkowatych (Arcidae).
Muszla długości 3,8–5 cm i prawie takiej samej wysokości. Odżywia się planktonem.
Występuje od Północnej Karoliny w Ameryce Północnej po Brazylię w Ameryce Południowej.